# 狂人日記 (魯迅の小説)

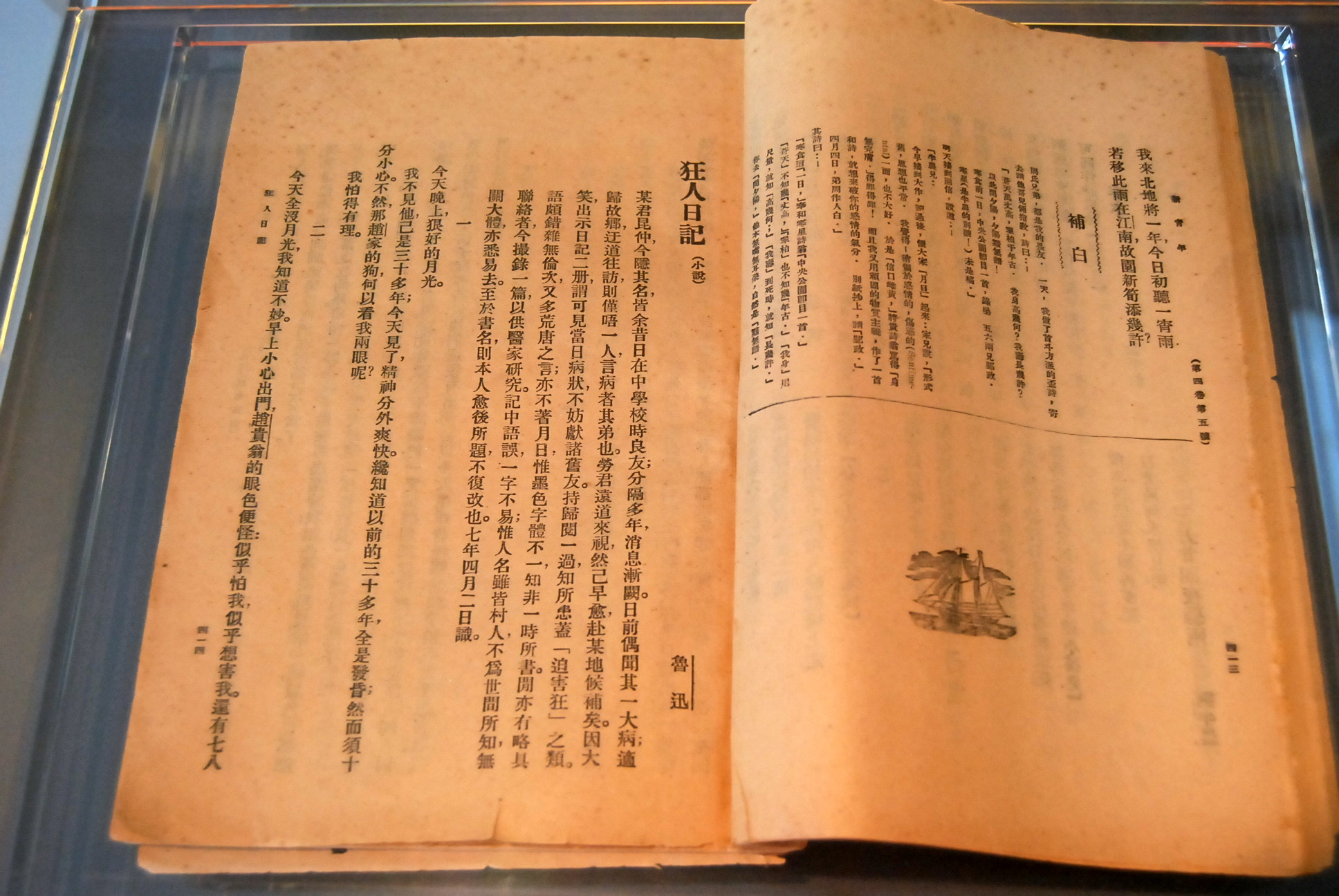
『新青年』に掲載された『狂人日記』

『狂人日記』（きょうじんにっき）は、中国の作家、魯迅によって1918年に雑誌『新青年』に発表された短編小説。38歳であった魯迅の処女作である。

## 背景
中国の古い社会制度、とくに家族制度と、その精神的支えである儒教倫理の虚偽を暴露することを意図している点では、魯迅も当時の新思潮と共通の認識に立っていた。ただ、この作品では、それを人間が人間を食うことへの恐怖感という独特で感性的な形でとらえ、かつ、作中人物の「私」が被害者であると同時に加害者であるという、追い詰められた罪の意識に貫かれている点に、他の同時代者に見られない深刻さを指摘し得る。また以下のように直接的な背景を指摘する研究者もいる。『狂人日記』の書かれた年については従来、1918年4月執筆で、同年5月15日発行の『新青年』4巻5号に掲載されたと言われてきた。しかし上海の新聞『申報』の出版広告や、『周作人日記』などの記述から、『新青年』誌の発行は一カ月遅れており、『狂人日記』も4月でなく5月執筆の可能性があると後掲藤井論文は指摘する。同論文では、この仮説をもとに、同年5月に北京紙『晨報』社会面に掲載されたセンセーショナルな記事をもとにして書いた可能性を指摘する。その記事とは、「狂婦が子を食べるという奇妙なニュース」ならびに「良妻が自分の腕の肉を夫に食べさせ病気を治す」という儒教的観点から書かれたニュースをもとに書かれたものであった。同論文は、魯迅が孝子賢婦が自分の肉を食べさせるという儒教社会と、それをマスメディアが称賛するという事実に衝撃を受け『狂人日記』の筆をとったとする。

## モデル
『狂人日記』には、魯迅の同郷の従兄弟で阮文恒というモデルがいるとされる。彼は山西省繁峙県で知事補佐官となったが、ある案件の処理で脅迫を受けて神経錯乱となり、1916年10月に魯迅を頼って逃げてきたので、魯迅は彼を日本人医師の池田医院に1週間入院させた後、看護人を付けて紹興まで送り返している。